# Chilevisión
Chilevisión o CHV è il terzo più longevo canale televisivo in Cile. Chiamata in precedenza Teleonce (Universidad de Chile Televisión) e  RTU (Red de Televisión de la Universidad de Chile), la stazione fu di proprietà dell'Universidad de Chile, istituzione universitaria cilena. Quest'ultima vendette una percentuale significativa del canale al gruppo Venevisión, mutando il nome del network parzialmente acquistato in Chilevisión. Infine passo al Claxson Multimedia Group, per essere poi ceduta definitivamente all'imprenditore e politico cileno Sebastián Piñera.
Il canale manda in onda principalmente programmi di cronaca rosa, telegiornali, telenovelas argentine o brasiliane e anime. Attualmente è la quarta stazione televisiva per numero di ascolti, dietro a Canal 13, TVN e Megavisión.
Chilevisión è visibile grazie al satellite brasiliano Estrela do Sul in Argentina, Bolivia, Brasile, Cile continentale, Paraguay, Perù e Uruguay.
Le trasmissioni di punta del network sono SQP, programma di gossip, El Diario De Eva, talk show indirizzato ai giovani, Yingo, altra trasmissione per teenager, Chilevision Noticias, telegiornale, REC, show generalista e Primer Plano, produzione incentrata sulla vita privata del mondo dello spettacolo.
A partire dal 2021, la rete è di proprietà di Paramount Global.

## Loghi

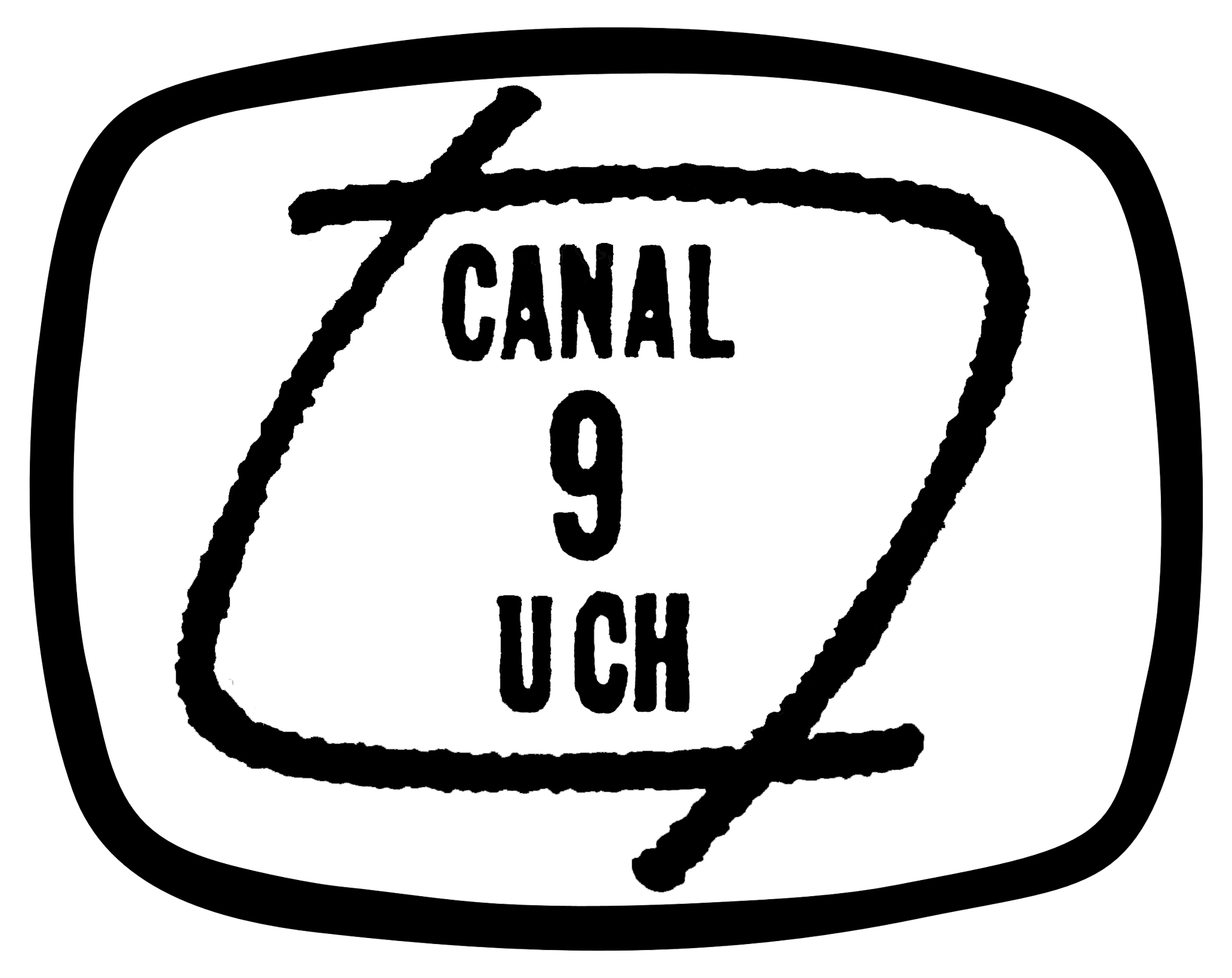
1962–1964
1964–1970
1970–1972
1972–1975
1975–1978
1978–1980
1980–1991
1991–1992
1992–1993
1993–1998
2006–2014
2015–2018
2018–presente